# 中国人民政治协商会议全国委员会办公楼

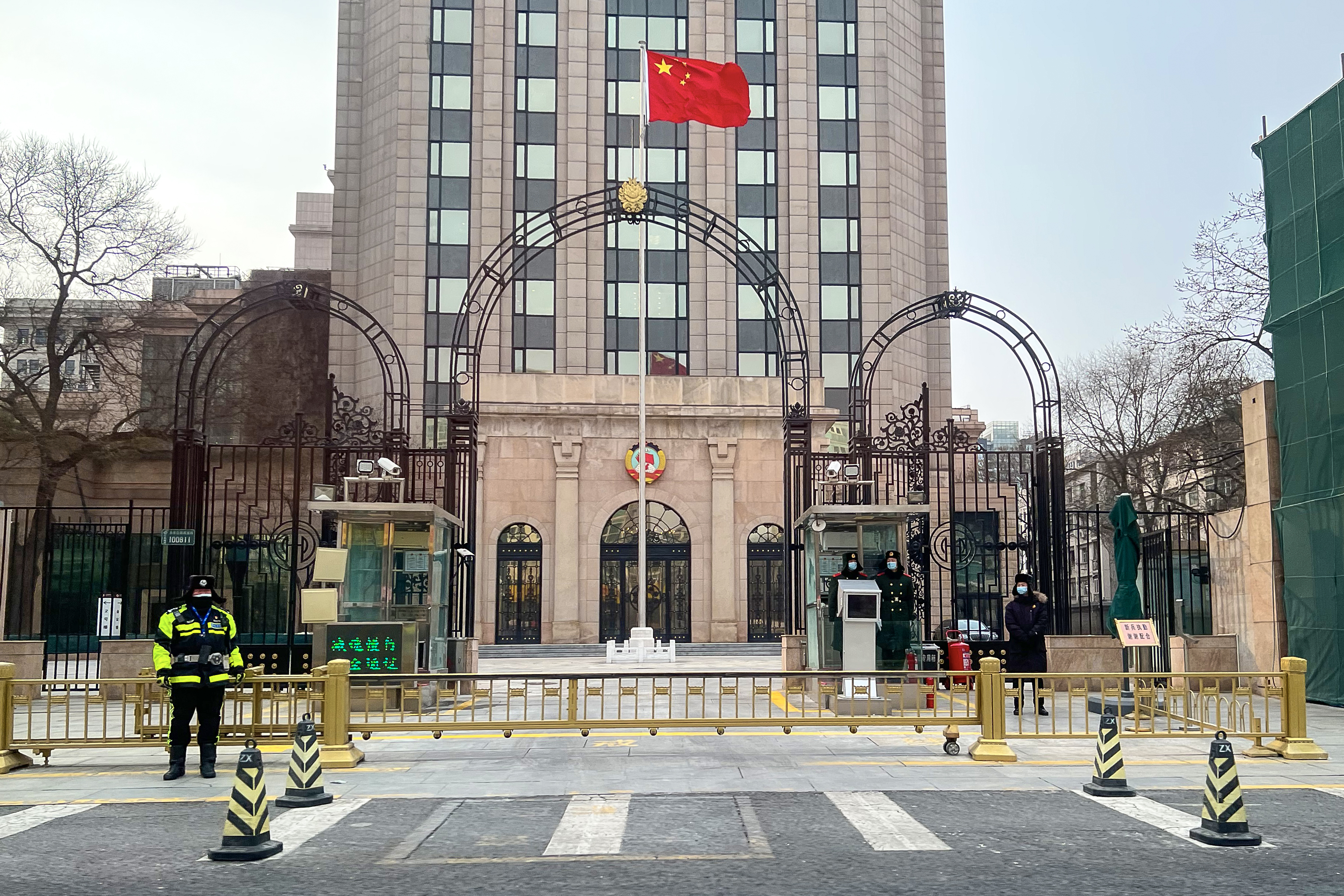
太平桥大街23号全国政协办公楼东北门

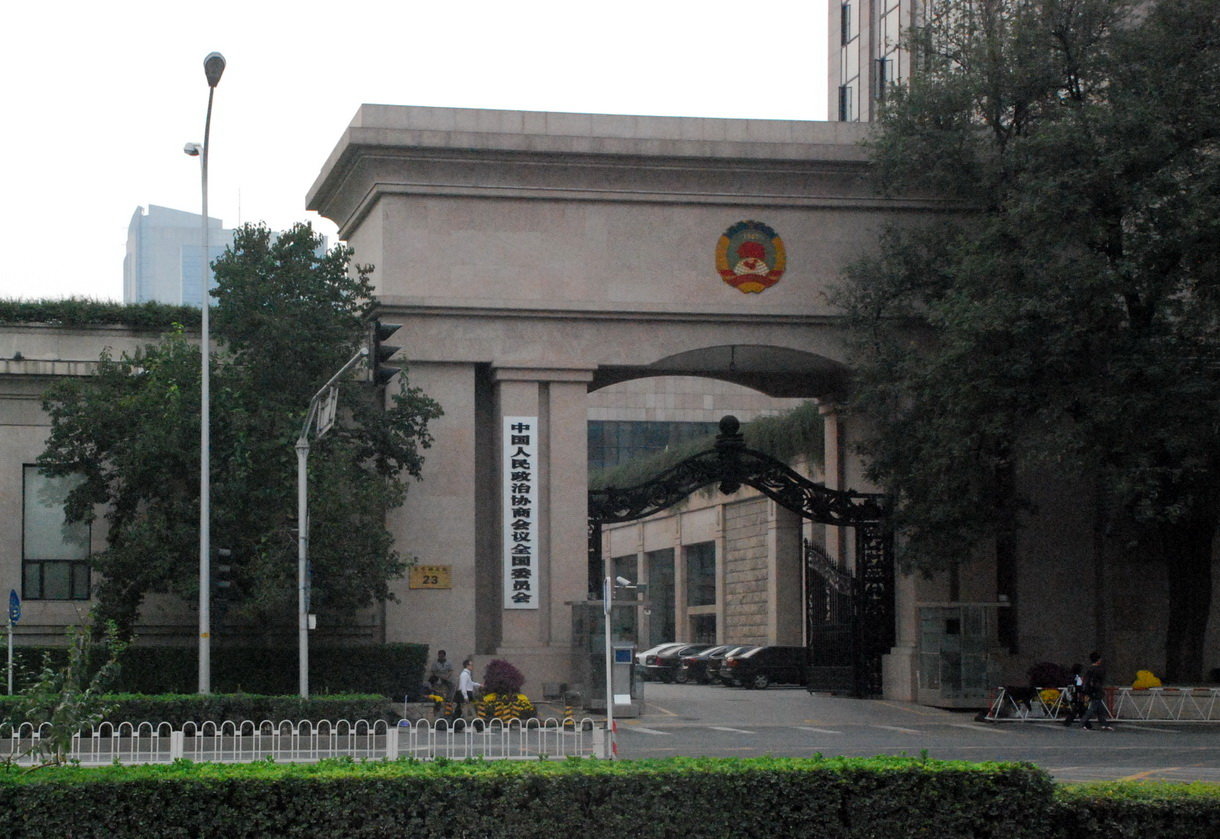
太平桥大街23号全国政协办公楼外的大门

中国人民政治协商会议全国委员会办公楼（简称全国政协办公楼），位于北京市西城区太平桥大街23号，是中国人民政治协商会议全国委员会的办公及举办会议、接待等活动的场所。

## 简介
全国政协办公楼是在全国政协原有办公地址即清朝顺承郡王府拆迁兴建。原有办公地址位于全国政协礼堂北侧，与西南方的锦什坊小学、文化餐厅及北面的宿舍等等过去均属顺承郡王府旧址。顺承郡王府经中华民国大陆时期张作霖购买作为宅邸时的翻修及后来各种新建和改建等等，王府旧址在全国政协办公楼兴建前已与1750年《乾隆京城全图》相比面目全非。
全国政协自成立后，40多年来一直在顺承郡王府旧址办公，办公条件困难。政府有关部门决定将顺承郡王府旧址迁至朝阳公园内重建，以解决兴建全国政协办公楼的用地问题。新建的全国政协办公楼用地面积约12380平方米，建筑面积约40000平方米。1993年7月，建设部建筑设计院配合业主立项与功能用房策划开始了设计前期工作，1993年12月中取得了国家计委立项通知，12月31日报送设计方案。经多轮调整，1994年3月初，在有关部门已大致同意修改方案的情况下，由建设部建筑设计院提供基本槽外廓图先行开工。1994年4月完成初步设计（当时已完成主楼桩基与地下室防水的施工），8月中旬完成基本施工图纸（当时已经施工到主楼五层）并完成室内装修方案设计及审查修改。1995年9月底全国政协办公楼竣工，10月初在新建的常委会议厅召开了全国政协常委会第八届十四次会议。
全国政协办公楼总建筑面积45000平方米，地下2层，地上14层，建筑总高度52米。地上建筑由常委会议楼、分组会议楼、首长办公楼、常务办公楼、多功能花园广场5个部分组成。花园广场将4座独立的建筑连为有机整体，具备办公、会议、接待、健身、休息、娱乐等功能。工程基础形式采用的是大直径人工挖孔扩底灌注桩，局部片筏基础，主体是全现浇钢筋混凝土框架剪力墙结构，楼板采用的是无粘结预应力后张拉结构体系，其中32米大跨度屋顶采用的是螺栓球节点钢网架结构。外檐装饰全部是锈石花岗岩和黑色铝合金框玻璃幕墙。新建筑与原有的全国政协礼堂形式协调统一。在设计中，保留了用地范围内的10棵古树，将古树分为三块室外花园，呈品字形布置建筑物，花园均被建筑物环抱。
全国政协办公楼的设计1996年获得鲁班奖，1998年获得建设部直管单位优秀建筑设计奖“一等奖”，1996年获得中国建筑学会建筑创作奖“佳作奖”。
全国政协办公楼院内立有一块奠基石，右侧上款是“中国人民政治协商会议全国委员会办公楼”，中央两个大字“奠基”，左侧下款是“一九九四年三月”。
全国政协办公楼由全国政协机关服务中心（全国政协机关服务局）负责物业管理。